# Antoni Parecki
Antoni Parecki (ur. 13 czerwca 1960) – polski piłkarz ręczny, występujący na pozycji bramkarza, następnie trener, mistrz Polski (1989, 1990).

## Kariera sportowa
Był wychowankiem Grunwaldu Poznań, z którym w 1980 zdobył Puchar Polski. Od 1985 reprezentował barwy Pogoni Zabrze, z którą zdobył brązowy medal mistrzostw Polski w 1985 i 1987, wicemistrzostwo Polski w 1988 oraz mistrzostwo Polski w 1989 i 1990. Od 1991 grał w duńskich klubach Ikast (1991-1993) i Ejsberg (1993-1997). Od 1997 pracował jako trener w Team Tvis Holstebro.
W latach 1984–1985 wystąpił 9 razy w reprezentacji Polski seniorów.
W połowie 2010 został asystentem Kima Rasmussena w reprezentacji Polski seniorek, w tym charakterze uczestniczył w zajęciu przez tę drużynę dwóch czwartych miejsc na mistrzostwach świata (2013, 2015). Pracę tę łączył z pracą klubową, trenował m.in. bramkarki Team Tvis Holstebro, FC Midtjylland Håndbold i Skjern Handbold, w latach 2013-2015 prowadził samodzielnie żeńską drużynę Start Elbląg. Od stycznia 2016 do maja 2016 był trenerem męskiej drużyny Pogoni Szczecin.
Od lipca 2017 pracował jako trener bramkarek w węgierskiej drużynie Siófok KC. Jesienią 2017 rozpoczął równocześnie współpracę jako trener bramkarek z reprezentacją Holandii i w tym charakterze uczestniczył w zdobyciu przez ten zespół brązowego medalu mistrzostw świata w 2017. W 2018 rozpoczął pracę w Japonii, z reprezentacjami żeńską i męską. Jesienią 2021 został trenerem bramkarzy SC Magdeburg w niemieckiej Bundeslidze.